# Gáspár Heltai
Caspar Helth (1490-1574) * Nagydisznód, 1490 † Kolozsvár, também conhecida como Claudiópolis ou Klausenburg, 1574), foi um pastor de expressão húngara, tipógrafo, editor e reformador. Notabilizou-se por ser um dos primeiros tradutores da Bíblia em húngaro (1551) e fundador da primeira tipografia e do primeiro moinho para fabricação do papel.

## Biografia
Matriculou-se na Universidade de Wittenberg em 17 de Fevereiro de 1543. Em 1544 tornou-se pastor em Nagydisznód, sua terra natal, onde permaneceu até 1557. Durante todo esse período atuou como reformador luterano, porém em 1559, influenciado por Francisco Davi (1520-1579), tornou-se calvinista.  Ganhou a vida como impressor pois fundou uma tipografia em sua cidade natal. Foi um dos primeiros editores a publicar livros em húngaro, estabelecendo, dessa maneira, os primeiros fundamentos da orotografia no idioma húngaro. Publicou livros sobre o Unitarianismo até 1571, quando István Báthory (1533-1586), proíbe a propaganda antitrinitarianista em seu principado. Junto com um grupo de eruditos produziu a mais completa tradução do Novo Testamento em húngaro.   Seus livros representam as primeiras florações da literatura secular da Hungria.
Heltai fez outras traduções bíblicas para o húngaro, porém, creditou estas traduções para o ministro luterano Gáspár Károlyi (1529-1591). A primeira tradução da Bíblia para o húngaro ocorreu por volta de 1590.
A obra de Heitai, "Chronika az maguarok viselt dolgairól" foi traduzida e publicada pelo humanista e poeta italiano Antonio Bonfini (1434-1503) sob o título de "Rerum Hungaricum Decade", em dez volumes, em 1486.

## Obras
- Catechismus Minor… (Kolozsvár, 1550);
- A Biblianac első része… (Kolozsvár, 1551);
- A reszegsegnek és tobzódásnac veszedelmes voltáról való Dialogus (Kolozsvár, 1552, hasonmás kiadása Stoll Bélától, Bp., 1951);
- Száz Fabula… (Kolozsvár, 1566, kritikai kiadása Imre Lajostól a Régi Magy. Kvtárban, 1897);
- Háló… (Kolozsvár, 1570, és Régi Magy. Kvtár, 36. sz.);
- Cancionale (Kolozsvár, 1574; újabb kiadás: Varjas Béla 1962);
- (em húngaro) Chronica az Magyaroknac dolgairúl… (Kolozsvár, 1575, kiadásai: Toldy Ferenc 1854, Varjas Béla 1943);
- Válogatott írások (Nemeskürty István válogatása, Bp., 1957);
- H. G. válogatott művei (válogatta és a bevezetőt írta Székely Erzsébet, Bucarest, 1957).
- Rerum Hungaricum Decades, 1575